# Tharrhalea
Tharrhalea es un género de arañas araneomorfas de la familia Thomisidae. Fue descrita por el alemán Ludwig Carl Christian Koch en 1875.

## Especies
- Tharrhalea albipes L. Koch, 1875
- Tharrhalea bicornis Simon, 1895
- Tharrhalea cerussata Simon, 1886
- Tharrhalea evanida (L. Koch, 1867)
- Tharrhalea fusca (Thorell, 1877)
- Tharrhalea irrorata (Thorell, 1881)
- Tharrhalea luzonica (Karsch, 1880)
- Tharrhalea maculata Kulczyński, 1911
- Tharrhalea mariae Barrion & Litsinger, 1995
- Tharrhalea multopunctata (L. Koch, 1874)
- Tharrhalea praetexta (L. Koch, 1865)
- Tharrhalea prasina (L. Koch, 1876)
- Tharrhalea pulleinei (Rainbow, 1915)
- Tharrhalea semiargentea Simon, 1895
- Tharrhalea superpicta Simon, 1886
- Tharrhalea variabilis (L. Koch, 1875)
- Tharrhalea variegata Kulczyński, 1911